# Liste der Nummer-eins-Hits in Rumänien (2024)
Dies ist eine Liste der Nummer-eins-Hits in Rumänien im Jahr 2024. Die Top 100 Airplay Weekly Chart wird von BMAT wöchentlich im Auftrag der Uniunea Producătorilor de Fonograme din România (UPFR) zusammengestellt. Sie berücksichtigt die Ausstrahlungen von 22 Radiosendern und 24 Fernsehstationen des Landes.

## Singles
| ← 2023 ← | Liste der Nummer-eins-Hits in Rumänien | Liste der Nummer-eins-Hits in Rumänien     | Liste der Nummer-eins-Hits in Rumänien | 2025 →                    |
| \| Zeitraum \| Wo. ges. \| Interpret \| Titel Autor(en) \| Zusätzliche Informationen \| \| (Zeitraum, Wochen auf Platz eins, Interpret, Titel, Autor[en], zusätzliche Informationen) \| \| \| \| \| \| ----------------------------------------------------------------------------------------- \| -------- \| ------------------------------------------ \| --------------------------------------------------------------------------------------------------------------------------------------------------------------------------------------------------------------------------------------------------------------------------- \| ------------------------- \| \| 5. Dezember 2023 – 8. Januar 2024 5 Wochen (insgesamt 9) \| 9 \| Andia feat. Deliric \| Pentru că Alexandru Ioan Pelin, Răzvan Toto Eremia, Vlad Octavian Lucan \| – \| \| 9. Januar 2024 – 15. Januar 2024 1 Woche (insgesamt 4) \| 4 \| The Urs \| Taramul interzis Vlad Octavian Lucan, Gheorghe Scurtu \| – \| \| 16. Januar 2024 – 5. Februar 2024 3 Wochen (insgesamt 9) \| 9 \| Andia feat. Deliric \| Pentru ca Alexandru Ioan Pelin, Răzvan Toto Eremia, Vlad Octavian Lucan \| – \| \| 6. Februar 2024 – 12. Februar 2024 1 Woche (insgesamt 4) \| 4 \| The Urs \| Taramul interzis Vlad Octavian Lucan, Gheorghe Scurtu \| – \| \| 13. Februar 2024 – 26. Februar 2024 2 Wochen \| 2 \| Tyla \| Water Tyla Laura Seethal, Samuel Awaku, Ariowa Ogheneochuko Kennedy Irosogie, Christopher Alan Stewart, Corey Marlon Lindsay Keay, Imani Lewis-Shirley, Rayan El-Hussein Goufar, Olmo Zucca, Jackson Paul Lomastro \| – \| \| 27. Februar 2024 – 4. März 2024 1 Woche (insgesamt 4) \| 4 \| The Urs \| Taramul interzis Vlad Octavian Lucan, Gheorghe Scurtu \| – \| \| 5. März 2024 – 11. März 2024 1 Woche \| 1 \| Nicole Cherry feat. Puya \| Paharul sus Petre Octavian Ioachim, Dragoș Gărdescu, Adelina Stînga \| – \| \| 12. März 2024 – 1. April 2024 3 Wochen (insgesamt 4) \| 4 \| Cyril \| Stumblin’ In Nicholas Barry Chinn, Michael Donald Chapman \| – \| \| 2. April 2024 – 22. April 2024 3 Wochen \| 3 \| Andrei Ursu feat. Theo Rose \| Noaptea ne fură iubiri Andrei Ursu, Emanuel Masson, Emanuela Alexa, Mario Morar, Ștefan Ioniță \| – \| \| 23. April 2024 – 29. April 2024 1 Woche (insgesamt 4) \| 4 \| Cyril \| Stumblin’ In Nicholas Barry Chinn, Michael Donald Chapman \| – \| \| 30. April 2024 – 15. Juli 2024 11 Wochen \| 11 \| Andia \| De la dela Alexandru Ioan Pelin, Vlad Octavian Lucan \| – \| \| 16. Juli 2024 – 22. Juli 2024 1 Woche \| 1 \| Artemas \| I Like the Way You Kiss Me Artemas Diamandis, Jesse Finkelstein, Kevin Clark White, Toby James Daintree \| – \| \| 23. Juli 2024 – 30. September 2024 10 Wochen \| 10 \| The Limba, Misha Miller & Andro feat. Dyce \| Mamma mia Mukhametali Radikovich Akhmetzhanov, Dennis Jozef Aerts, Mihaela Marina Arsene, Benihana Benihana, Ioann Georgievich Kuzneczov \| – \| \| 1. Oktober 2024 – 14. Oktober 2024 2 Wochen (insgesamt 5) \| 5 \| Sevdaliza with Pabllo Vittar & Yseult \| Alibi Yseult Marie Onguenet, Rodrigo Pereira Vilela Antunes, Geovane Lucas da Silva Aranha, Phabullo Rodrigues da Silva, Sevda Alizadeh, Reynard K. Bargmann, Summer Disbray, Eyelar Mirzazadeh, Mathias F. Janmaat, William Douglas Burr Knox, Raf Rubens, Nilusi Nissanka \| – \| \| 15. Oktober 2024 – 11. November 2024 4 Wochen (insgesamt 7) \| 7 \| Hugel, Topic & Arash feat. Daecolm \| I Adore You Florent Hugel, Loris Cimino, Maximilian Riehl, Daecolm Diego Holland, Alex Arash Labaf, Alexander Michael Tidebrink Stomberg, Tobias Topic \| – \| \| 12. November 2024 – 18. November 2024 1 Woche (insgesamt 5) \| 5 \| Sevdaliza with Pabllo Vittar & Yseult \| Alibi Yseult Marie Onguenet, Rodrigo Pereira Vilela Antunes, Geovane Lucas da Silva Aranha, Phabullo Rodrigues da Silva, Sevda Alizadeh, Reynard K. Bargmann, Summer Disbray, Eyelar Mirzazadeh, Mathias F. Janmaat, William Douglas Burr Knox, Raf Rubens, Nilusi Nissanka \| – \| \| 19. November 2024 – 25. November 2024 1 Woche (insgesamt 7) \| 7 \| Hugel, Topic & Arash feat. Daecolm \| I Adore You Florent Hugel, Loris Cimino, Maximilian Riehl, Daecolm Diego Holland, Alex Arash Labaf, Alexander Michael Tidebrink Stomberg, Tobias Topic \| – \| \| 26. November 2024 – 9. Dezember 2024 2 Wochen (insgesamt 5) \| 5 \| Sevdaliza with Pabllo Vittar & Yseult \| Alibi Yseult Marie Onguenet, Rodrigo Pereira Vilela Antunes, Geovane Lucas da Silva Aranha, Phabullo Rodrigues da Silva, Sevda Alizadeh, Reynard K. Bargmann, Summer Disbray, Eyelar Mirzazadeh, Mathias F. Janmaat, William Douglas Burr Knox, Raf Rubens, Nilusi Nissanka \| – \| \| 10. Dezember 2024 – 16. Dezember 2024 1 Woche (insgesamt 7) \| 7 \| Hugel, Topic & Arash feat. Daecolm \| I Adore You Florent Hugel, Loris Cimino, Maximilian Riehl, Daecolm Diego Holland, Alex Arash Labaf, Alexander Michael Tidebrink Stomberg, Tobias Topic \| – \| \| 17. Dezember 2024 – 23. Dezember 2024 1 Woche (insgesamt 3) \| 3 \| Rosé feat. Bruno Mars \| Apt. Theron Makiel Thomas, Philip Martin Lawrence II, Michael Donald Chapman, Peter Gene Hernandez, Christopher Steven Brown, Rogét Lufti Chahayed, Park Chae-young, Nicholas Barry Chinn, Omer Fedi, Henry Russell Walter, Amy Rose Allen \| – \| \| 24. Dezember 2024 – 30. Dezember 2024 1 Woche (insgesamt 7) \| 7 \| Hugel, Topic & Arash feat. Daecolm \| I Adore You Florent Hugel, Loris Cimino, Maximilian Riehl, Daecolm Diego Holland, Alex Arash Labaf, Alexander Michael Tidebrink Stomberg, Tobias Topic \| – \| \| 31. Dezember 2024 – 13. Januar 2025 2 Wochen (insgesamt 3) \| 3 \| Rosé feat. Bruno Mars \| Apt. Theron Makiel Thomas, Philip Martin Lawrence II, Michael Donald Chapman, Peter Gene Hernandez, Christopher Steven Brown, Rogét Lufti Chahayed, Park Chae-young, Nicholas Barry Chinn, Omer Fedi, Henry Russell Walter, Amy Rose Allen \| – \| |                                        |                                            | |                           |
| ← 2023 |                                        |                                            | | → 2025 →                  |
| Zeitraum | Wo. ges.                               | Interpret                                  | Titel Autor(en) | Zusätzliche Informationen |
| (Zeitraum, Wochen auf Platz eins, Interpret, Titel, Autor[en], zusätzliche Informationen) |                                        |                                            | |                           |
| 5. Dezember 2023 – 8. Januar 2024 5 Wochen (insgesamt 9) | 9                                      | Andia feat. Deliric                        | Pentru că Alexandru Ioan Pelin, Răzvan Toto Eremia, Vlad Octavian Lucan | –                         |
| 9. Januar 2024 – 15. Januar 2024 1 Woche (insgesamt 4) | 4                                      | The Urs                                    | Taramul interzis Vlad Octavian Lucan, Gheorghe Scurtu | –                         |
| 16. Januar 2024 – 5. Februar 2024 3 Wochen (insgesamt 9) | 9                                      | Andia feat. Deliric                        | Pentru ca Alexandru Ioan Pelin, Răzvan Toto Eremia, Vlad Octavian Lucan | –                         |
| 6. Februar 2024 – 12. Februar 2024 1 Woche (insgesamt 4) | 4                                      | The Urs                                    | Taramul interzis Vlad Octavian Lucan, Gheorghe Scurtu | –                         |
| 13. Februar 2024 – 26. Februar 2024 2 Wochen | 2                                      | Tyla                                       | Water Tyla Laura Seethal, Samuel Awaku, Ariowa Ogheneochuko Kennedy Irosogie, Christopher Alan Stewart, Corey Marlon Lindsay Keay, Imani Lewis-Shirley, Rayan El-Hussein Goufar, Olmo Zucca, Jackson Paul Lomastro                                                          | –                         |
| 27. Februar 2024 – 4. März 2024 1 Woche (insgesamt 4) | 4                                      | The Urs                                    | Taramul interzis Vlad Octavian Lucan, Gheorghe Scurtu | –                         |
| 5. März 2024 – 11. März 2024 1 Woche | 1                                      | Nicole Cherry feat. Puya                   | Paharul sus Petre Octavian Ioachim, Dragoș Gărdescu, Adelina Stînga | –                         |
| 12. März 2024 – 1. April 2024 3 Wochen (insgesamt 4) | 4                                      | Cyril                                      | Stumblin’ In Nicholas Barry Chinn, Michael Donald Chapman | –                         |
| 2. April 2024 – 22. April 2024 3 Wochen | 3                                      | Andrei Ursu feat. Theo Rose                | Noaptea ne fură iubiri Andrei Ursu, Emanuel Masson, Emanuela Alexa, Mario Morar, Ștefan Ioniță | –                         |
| 23. April 2024 – 29. April 2024 1 Woche (insgesamt 4) | 4                                      | Cyril                                      | Stumblin’ In Nicholas Barry Chinn, Michael Donald Chapman | –                         |
| 30. April 2024 – 15. Juli 2024 11 Wochen | 11                                     | Andia                                      | De la dela Alexandru Ioan Pelin, Vlad Octavian Lucan | –                         |
| 16. Juli 2024 – 22. Juli 2024 1 Woche | 1                                      | Artemas                                    | I Like the Way You Kiss Me Artemas Diamandis, Jesse Finkelstein, Kevin Clark White, Toby James Daintree | –                         |
| 23. Juli 2024 – 30. September 2024 10 Wochen | 10                                     | The Limba, Misha Miller & Andro feat. Dyce | Mamma mia Mukhametali Radikovich Akhmetzhanov, Dennis Jozef Aerts, Mihaela Marina Arsene, Benihana Benihana, Ioann Georgievich Kuzneczov | –                         |
| 1. Oktober 2024 – 14. Oktober 2024 2 Wochen (insgesamt 5) | 5                                      | Sevdaliza with Pabllo Vittar & Yseult      | Alibi Yseult Marie Onguenet, Rodrigo Pereira Vilela Antunes, Geovane Lucas da Silva Aranha, Phabullo Rodrigues da Silva, Sevda Alizadeh, Reynard K. Bargmann, Summer Disbray, Eyelar Mirzazadeh, Mathias F. Janmaat, William Douglas Burr Knox, Raf Rubens, Nilusi Nissanka | –                         |
| 15. Oktober 2024 – 11. November 2024 4 Wochen (insgesamt 7) | 7                                      | Hugel, Topic & Arash feat. Daecolm         | I Adore You Florent Hugel, Loris Cimino, Maximilian Riehl, Daecolm Diego Holland, Alex Arash Labaf, Alexander Michael Tidebrink Stomberg, Tobias Topic | –                         |
| 12. November 2024 – 18. November 2024 1 Woche (insgesamt 5) | 5                                      | Sevdaliza with Pabllo Vittar & Yseult      | Alibi Yseult Marie Onguenet, Rodrigo Pereira Vilela Antunes, Geovane Lucas da Silva Aranha, Phabullo Rodrigues da Silva, Sevda Alizadeh, Reynard K. Bargmann, Summer Disbray, Eyelar Mirzazadeh, Mathias F. Janmaat, William Douglas Burr Knox, Raf Rubens, Nilusi Nissanka | –                         |
| 19. November 2024 – 25. November 2024 1 Woche (insgesamt 7) | 7                                      | Hugel, Topic & Arash feat. Daecolm         | I Adore You Florent Hugel, Loris Cimino, Maximilian Riehl, Daecolm Diego Holland, Alex Arash Labaf, Alexander Michael Tidebrink Stomberg, Tobias Topic | –                         |
| 26. November 2024 – 9. Dezember 2024 2 Wochen (insgesamt 5) | 5                                      | Sevdaliza with Pabllo Vittar & Yseult      | Alibi Yseult Marie Onguenet, Rodrigo Pereira Vilela Antunes, Geovane Lucas da Silva Aranha, Phabullo Rodrigues da Silva, Sevda Alizadeh, Reynard K. Bargmann, Summer Disbray, Eyelar Mirzazadeh, Mathias F. Janmaat, William Douglas Burr Knox, Raf Rubens, Nilusi Nissanka | –                         |
| 10. Dezember 2024 – 16. Dezember 2024 1 Woche (insgesamt 7) | 7                                      | Hugel, Topic & Arash feat. Daecolm         | I Adore You Florent Hugel, Loris Cimino, Maximilian Riehl, Daecolm Diego Holland, Alex Arash Labaf, Alexander Michael Tidebrink Stomberg, Tobias Topic | –                         |
| 17. Dezember 2024 – 23. Dezember 2024 1 Woche (insgesamt 3) | 3                                      | Rosé feat. Bruno Mars                      | Apt. Theron Makiel Thomas, Philip Martin Lawrence II, Michael Donald Chapman, Peter Gene Hernandez, Christopher Steven Brown, Rogét Lufti Chahayed, Park Chae-young, Nicholas Barry Chinn, Omer Fedi, Henry Russell Walter, Amy Rose Allen                                  | –                         |
| 24. Dezember 2024 – 30. Dezember 2024 1 Woche (insgesamt 7) | 7                                      | Hugel, Topic & Arash feat. Daecolm         | I Adore You Florent Hugel, Loris Cimino, Maximilian Riehl, Daecolm Diego Holland, Alex Arash Labaf, Alexander Michael Tidebrink Stomberg, Tobias Topic | –                         |
| 31. Dezember 2024 – 13. Januar 2025 2 Wochen (insgesamt 3) | 3                                      | Rosé feat. Bruno Mars                      | Apt. Theron Makiel Thomas, Philip Martin Lawrence II, Michael Donald Chapman, Peter Gene Hernandez, Christopher Steven Brown, Rogét Lufti Chahayed, Park Chae-young, Nicholas Barry Chinn, Omer Fedi, Henry Russell Walter, Amy Rose Allen                                  | –                         |